# Ali Akbar Khan Bahman

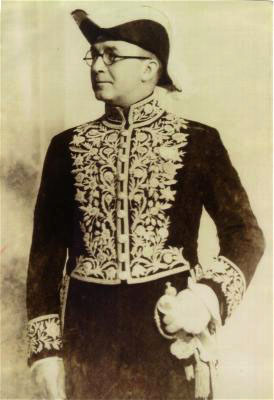
Ali Akbar Bahman

Ali Akbar Bahman (auch Mirza Ali Akbar Khan; * 1880; † 1956) war ein iranischer Diplomat und Politiker. Ali Akbar Bahman war sowohl während der Regentschaft der Kadscharen als auch unter Reza Schah Pahlavi Botschafter und Minister.

## Familiärer Hintergrund
Ali Akbar Bahman entstammte der Familie des Kadscharenprinzen Bahman Mirza, dem Sohn von Abbas Mirza, der in zwei Kriegen die iranischen Gebiete im Kaukasus an Russland verlor. Prinz Bahman Mirza war Statthalter von Aserbaidschan und Prinzregent für seinen kranken Bruder Mohammad Schah sowie dessen jungem Kronprinz Nasser od-Din Schah. Als er am Hof in Ungnade fiel, floh Bahman Mirza in den russisch besetzen Kaukasus. Sein ältester Sohn Prinz Anoushiravan Mirza (1833–1899) kehrte in den Iran zurück, und dessen Tochter, Prinzessin Malekeh Afagh Khanom (1863–1923), war die Mutter von Ali Akbar Bahman. Sein Vater war Mirza Hossein Behnam aus einer Aristokratenfamilie aus Täbris, der allerdings früh verstarb. Seine Mutter heiratete nach dem Tod ihres ersten Mannes Mirza Amanollah Khan "Zia os-Soltan", einen Politiker am Hof der Kadscharen.

## Leben
Aus einem Adelsgeschlecht mit einer Prinzessin als Mutter standen dem jungen Mirza Ali Akbar Khan früh die Möglichkeiten offen, in der höheren Verwaltung Irans Karriere zu machen. Sein Stiefvater war ein entschiedener Gegner der absolutistischen Herrschaft der Kadscharen und unterstützte die Konstitutionelle Revolution von 1906. Yahya Dowlatabdi, ebenfalls ein Konstitutionalist und früher Reformer des iranischen Bildungswesens, sandte Mirza Ali Akbar 1907 als Lehrer an die iranische Sa'adat-Schule in die aserbaidschanische Hauptstadt Baku. Dort lebten zahlreiche Verwandte seiner Mutter aus der Familie Bahman Mirzas.
Nach dem Ersten Weltkrieg flohen viele Perser vor der Roten Armee und emigrierten in den Iran. Mit seinen Verbindungen beiderseits der Grenze half Ali Akbar Bahman iranisch-russischen Familien bei der Flucht. Am 26. August 1919 wurde Ali Akbar Bachman zunächst als persischer Sonderbeauftragter und dann als Generalbevollmächtigter nach Bukarest entsandt. 1921 wurde Ali Akbar Bahman Gesandter in Belgien. Während der Regentschaft von Reza Schah Pahlavi wurde Ali Akbar Bahman von 1934 bis 1938 Botschafter in Afghanistan und von 1939 bis 1943 in Ägypten. Als Botschafter begleitete er 1939 die Hochzeit des iranischen Kronprinzen Mohammad Reza Pahlavi mit der ägyptischen Prinzessin Fausia.
Ali Akbar Bahman war mit Zoleikha Khanom Gadjieve verheiratet. Aus der Ehe ging eine Tochter, Mehr-e Jahan (Mehri) Khanom Bahman, hervor.